# Colobocerus alchymicus
Colobocerus alchymicus är en tvåvingeart som beskrevs av Octave Parent 1933. Colobocerus alchymicus ingår i släktet Colobocerus och familjen styltflugor. Inga underarter finns listade i Catalogue of Life.